# 塔氏天竺鯛
塔氏天竺鲷，为輻鰭魚綱鈎頭魚目天竺鲷科的一種。

## 分布
本魚分布于印度太平洋區，包括模里西斯、馬爾地夫、菲律賓、越南、印尼、新幾內亞、澳洲、新喀里多尼亞、索羅門群島、帛琉、復活節島等海域。

## 深度
水深0至37公尺。

## 特徵
本魚體延長而側扁，眼大，口大略下位。頜齒細小，鋤骨和腭骨通常具齒，舌上無齒，前鰓蓋骨邊緣光滑，鰓蓋骨後緣棘不發達，體被弱櫛鱗，體色呈桃紅色，側線明顯，各鰭紅色，尾鰭凹入，上下葉圓鈍，背鰭硬棘7枚、背鰭軟條9枚、臀鰭硬棘2枚、臀鰭軟條8枚，體長可達14公分。

## 生態
本魚棲息於岩礁區，白天躲藏於岩洞中，夜間出來覓食，屬肉食性，以軟體動物或其它底棲甲殼類為食。繁殖期時，雄魚具有口孵習性，卵約7日化成仔魚，由雄魚吐出，具短暫的仔魚飄浮期。

## 經濟利用
不具經濟利用。